# Jean-François Six
Jean-François Six (nacido en 1929) es un teólogo católico francés especialista en el campo de la mediación.

## Trayectoria
Graduado de la École Pratique des Hautes Études, Jean-François Six es doctor en Letras, en Teología, y en Ciencias de la religión. Es el fundador del Servicio incredulidad y fe del Episcopado francés, y sacerdote de la Misión de Francia (1956).
Six es director del Centro Nacional de Mediación de Francia que él mismo fundó en 1988, y director desde 1987 del Instituto de Capacitación en Mediación.
Es miembro de la Comisión Nacional Consultiva de los Derechos Humanos (desde 1981) que asesora del primer ministro francés, miembro de la Comisión Francesa para la Unesco (1985), presidente de la Red Europea de mediación (desde 1989) y cofundador de la Alta Consejería para la mediación (1995). Además, desde 1998 dirige la revista Les Cahiers de la Médiation (Los cuadernos de la mediación).
Para Six, el sentido de la mediación —inspirado religiosamente— es «el reconocimiento recíproco», es decir, que cada uno reconozca al otro en su identidad.
Asimismo, es escritor de biografías de personalidades francesas, entre las que destacan las de Carlos de Foucauld y Teresa de Lisieux, y autor de numerosas obras de espiritualidad. Sus obras se tradujeron a distintos idiomas, entre ellos el español, inglés y portugués.

## Obras publicadas en francés

### Obras sobre el tema de la mediación
- Du Syllabus au dialogue, Seuil, 1970.
- Le Temps des médiateurs, Seuil, 1990, reeditada en 2001.
- Dynamique de la médiation, Desclée de Brouwer, 1995.
- Médiation (con Véronique Mussaud), prefacio de Raymond Barre y Michel Rocard, Seuil, 2002.

### Biografías
- Un prêtre, Antoine Chevrier, fondateur du Prado, 1826-1879, Seuil, 1965.
- Louis Massignon et le dialogue des cultures (trabajo colectivo), Cerf, 1996.
- Vincent de Paul, 1981.
- Lumière de la nuit: les 18 mois de Thérèse de Lisieux, Seuil, 1997.
- Thérèse de Lisieux, Seuil, 1998.
- Vie de Charles de Foucauld, Seuil, 2000.

### Obras de espiritualidad
- Itinéraire spirituel de Charles de Foucauld, Seuil, 1983.
- Littré devant Dieu, Seuil, 1962.
- Cheminements de la mission de France, Seuil, 1967.
- La Prière et l'Espérance, Seuil, 1968.
- Des chrétiens interrogent l'athéisme, 1968.
- Jésus, Somogy, 1971.
- Le Courage de l'espérance, Seuil, 1978.
- Lorsque Jésus priait..., Seuil, 1980.
- G.-M. Rlobé, 1982.
- Combat pour les vieux jours, Le Centurion, 1984.
- Les Béatitudes aujourd'hui, Seuil, 1984.
- Guide des solitudes, Fayard, 1986.
- 1886, naissance du XXe siècle en France, Seuil, 1986.
- Religion, Église et Droits de l'homme, Desclée de Brouwer, 1991.
- L'Aventure de l'amour de Dieu, Seuil, 1993.
- Le Chant de l'amour, Desclée de Brouwer, 1996.